# 주디스 호그
주디스 호그(Judith Hoag, 1968년 6월 29일 ~ )는 미국의 배우이다.

## 출연 작품
- 닌자터틀 : 어둠의 히어로 (2016)
- 배드 워즈 (2013)
- 히치콕 (2012)
- 더 크레이그리스트 킬러 (2011)
- 위시 위자드 (2011)
- 아이 엠 넘버 포 (2011)
- 더 포가튼 (2009)
- 플라잉 바이 (2009, Flying By)
- 프라이빗 프랙티스 (2007)
- 빅 러브 (2006)
- Fearless (2004)
- 할로윈타운 (1998)
  - 할로윈타운 2 (2001)
  - 할로윈타운 하이 (2004, Halloweentown High)
  - 리턴 투 할로윈타운 (2006, Return to Halloweentown)
- 배드 시티 블루 (1999)
- 아마겟돈 (1998)
- 어머니의 선물 (1995)
- 장미의 표적 (1993)
- 매터 오브 디그리스 (1990)
- 다니엘 스틸 - 사랑의 변주곡 (1990)
- 연애특강 (1990)
- 닌자 거북이 (1990)
- 형사 울프 (1989)